# Rožmberk nad Vltavou
Rožmberk nad Vltavou (en allemand : Rosenberg) est une ville du district de Český Krumlov, dans la région de Bohême-du-Sud, en République tchèque. Sa population s'élevait à 386 habitants en 2024.

## Géographie
Rožmberk nad Vltavou est arrosée par la Vltava et se trouve à 14 km au sud-ouest de Kaplice, à 18 km au sud-sud-est de Český Krumlov, à 37 km au sud-sud-ouest de České Budějovice et à 159 km au sud de Prague.
La commune est limitée par Malšín au nord-ouest, par Rožmitál na Šumavě au nord-est, par Dolní Dvořiště au sud-est et par Vyšší Brod au sud-ouest.

## Histoire
La première mention écrite de la localité date de 1250. Elles s'est développée sur la route commerciale qui relie Český Krumlov à Linz en Autriche. Propriété de la maison aristocratique de Bohême Rožmberk, elle obtient les droits de ville et augmente sa richesse. En 1620, la ville devint propriété de Charles-Bonaventure de Longueval, comte de Bucquoy.

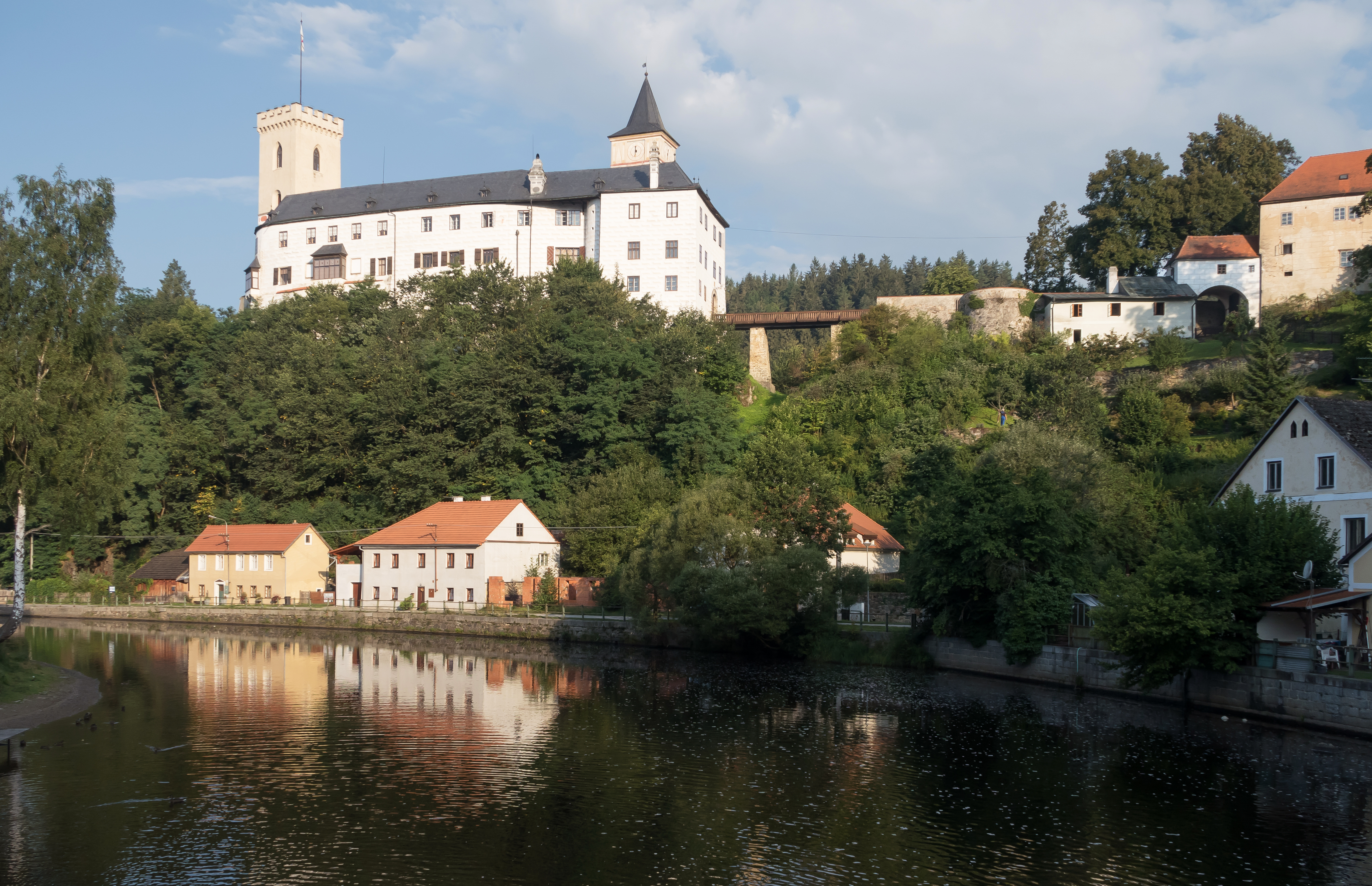
Le château de Rožmberk.
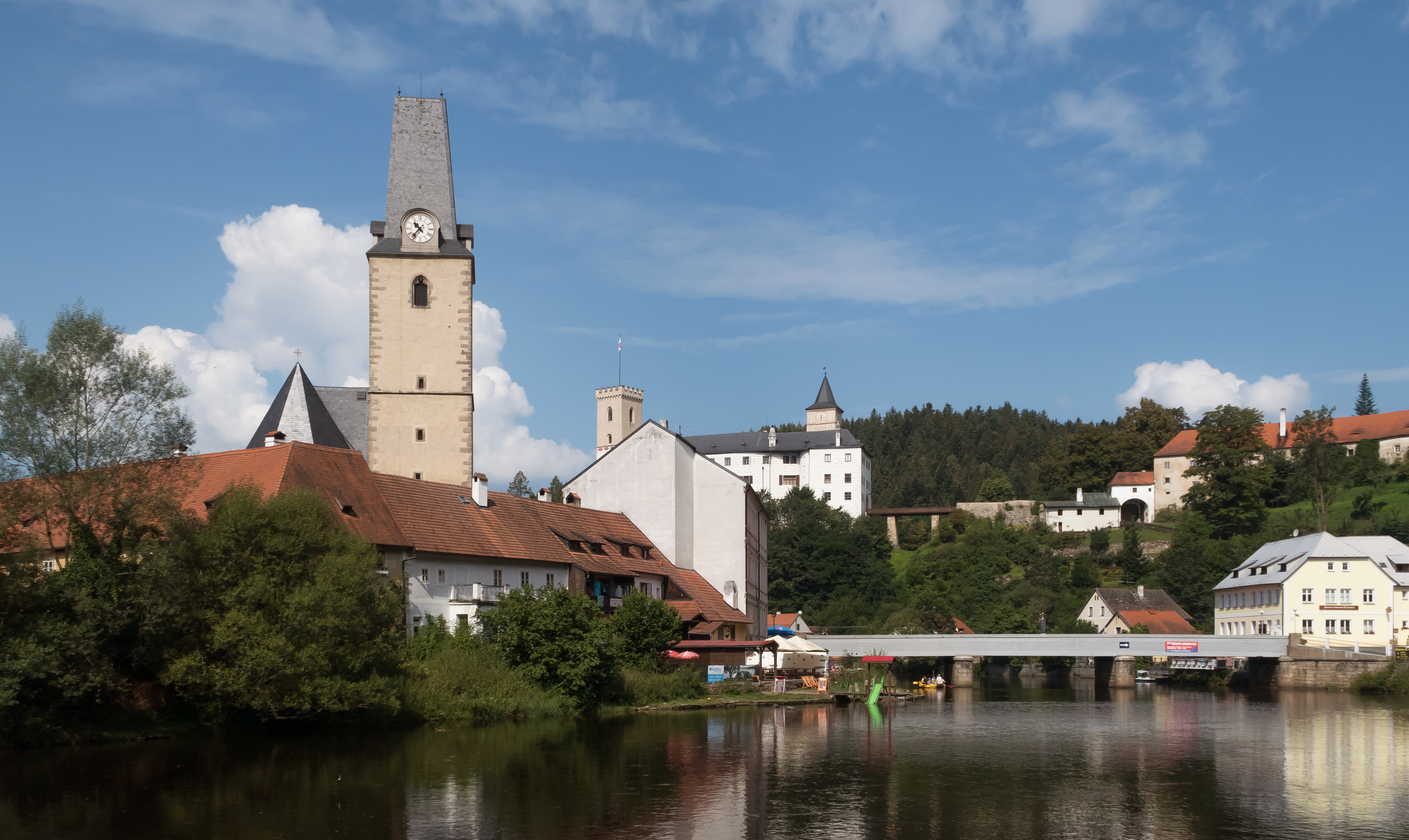
L'église Saint-Nicolas.

## Transports
Rožmberk nad Vltavou se trouve à 7,5 km de Vyšší Brod, à 23,5 km de Český Krumlov, à 47,5 km de České Budějovice et à 202 km de Prague.

## Administration
La commune se compose de deux sections :
- Rožmberk nad Vltavou ;
- Přízeř.